# 카사 델 렐로역
카사 델 렐로 역(스페인어: Casa del Reloj)은 마드리드 지하철 12호선의 역이다. 마드리드 지방 레가네스 시의 히브랄타르 대로에 위치해 있다. 요금구역상으로는 B1구역에 속한다.

## 역사
2003년 4월 11일 12호선의 전 구간 개통과 함께 문을 열었다.

## 환승 정보
역 주변에 시외버스 정류장이 여섯 곳 있다.
버스
- 레가네스 시내버스
  - 1번 노선 (주간)
- 시외버스
  - 450, 468, 480, 481, 483, 484번 노선 (주간)
  - N804번 노선 (야간)

지하철
| 마드리드 지하철          | 마드리드 지하철        | 마드리드 지하철               |
| ------------------------ | ---------------------- | ----------------------------- |
| 훌리안 베스테이로 순환선 | 마드리드 지하철 12호선 | 오스피탈 세베로 오초아 순환선 |